# Wu Peng
Wu Peng (født 2002) er en kinesisk sportsklatrer.
Han repræsenterede Kina ved sommer-OL 2024 i Paris, hvor han vandt sølv i hurtigklatring.